# كوناشيفيتش-ساهيداتشني
كان بترو كوناشيفيتش-ساهيداتشني (Petro Konashevych-Sahaidachnyi)، ((بالأوكرانية: Петро Конашевич-Сагайдачний)‏؛ (بالبولندية: Piotr Konaszewicz-Sahajdaczny)‏؛ (بالروسية: Пётр Конашевич-Сагайдачный)‏؛ ولِدَ عام 1570 في سامبير رايون، كولتشينتسي - ومات 20 مارس عام 1622 في العاصمة الأوكرانية كييف)، هيتمان القوزاق وكوش أوتامان (قائد) مضيف زابوروجييه منذ عام 1601 وحتى عام 1618, وكان قائدًا عسكريًا بارعًا في البر والبحر. عندما كان ساهيداتشني هيتمان القوزاق، حوَّل مضيف القوزاق إلى تشكيل عسكري منتظم وأضفى طابعًا دولانيًا على حركة القوزاق ككل. كما أظهر قوته كرجلٍ سياسي وقائدٍ مدني من خلال توحيد الأوكرانيين المدنيين، القوزاق ورجال الدين الأرثوذكس في أمةٍ واحدة. وقد لعبت قواته دورًا هامًا في معركة خوتين في مواجهة الأتراك عام 1621. كما هزم أيضًا قوات المنقذ الموسكوفي للوطن ديمتري بوزارسكي (Dmitry Pozharsky) عام 1618 واقتحم مع تشودكيفيتش (Chodkiewicz) بوابات أربات في بيلى جورود موسكوالقديمة.

## فترة الطفولة

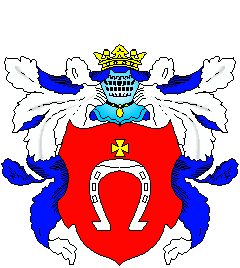
شعار النبالة الخاص بأسرة بوبه (Pobuh)، والتي ينتمي إليها بترو ساهيداتشني.

ولِدَ بترو ساهيداتشني في قرية كولتشينتسي (أرض برزيميسل) والتي تبعد ثلاثة أميال عن سامبير في فويفود الروثينية، ويرجع أصله إلى أسرة أوكرانية أرثوذكسية شرقية نبيلة. وكان آباؤه يلقبون بكونونوفيتش. بدأ دراسته في أكاديمية أوسترو في فولينيا مع ميليتي سموتريتسكيي (Meletiy Smotrytskyi), مؤلف كتاب هراماتيكا والذي تعلم من خلاله الكثير من أجيال الأوكرانيين والروس والبيلاروس اللغة السلافية. ومنذ سنٍ مبكرة، تعلَّم ساهيداتشني استخدام الأسلحة بمهارةٍ وأتقن فنون الفروسية. وانضم إلى مضيف زابوروجييه واشترك في حملات بمولدوفا عام 1600 وفي ليفونيا عام 1601، واكتسب ساهيداتشني مهاراته في الإستراتيجية العسكرية والشجاعة وقدرته على القيادة في أوقات المحن والصعوبات من الكوش أوتامان سامييلو كيشكا (Samiylo Kishka). وبمرور السنوات، انتقل ساهيداتشني إلى مدينة لفيف، ثم لاحقًا إلى كييف، حيث عمِلَ هناك معلما خاصا. كما عمل أيضًا عندما كان في كييف عند قاضي المدينة الأول أكساك (Aksak).

## الحملات الرئيسية
وبحلول نهاية القرن السادس عشر، سافر ساهيداتشني إلى زابوروجييه، حيث تمت تسميته في عام 1605 كوش أوتامان لـمضيف زابوروجييه. وشارك المضيف أثناء حكمه في حملات لمواجهة تتار القرم والأتراك. واستولى مضيف زابوروجييه على حصن تركي، فارنو (Varnu)، وأحرق ودمر البحرية التركية القوية المكونة من عشرة آلاف سفينة. وقد اشتهر ساهيداتشني بغاراته البحرية على القرم وتركيا واستولى في عام 1616 على كافا (Caffa) (فيودوسيا) في شبه جزيرة القرم، أكبر مركز لتجارة العبيد، وتم تحرير العديد من الرجال المسيحيين والنساء والأطفال من العبودية. 

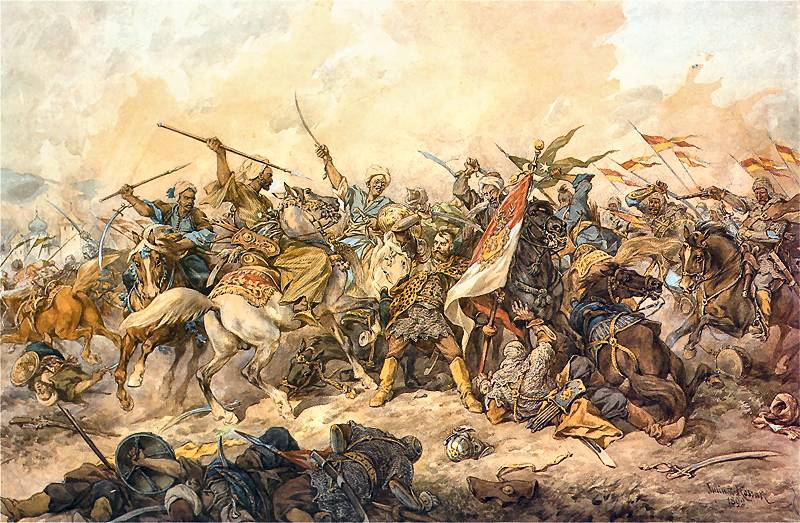
الدفاع عن الراية البولندية في خوتين, لوحة عن معركة خوتين عام 1621 للفنان يوليوس كوزاك (Juliusz Kossak), عام 1892.

انضم ساهيداتشني عام 1618 إلى الاتحاد المقدس المناهض لتركيا. أثناء محاربته للأتراك طلب الكومنولث البولندي الليتواني مساعدته في الحرب مع دوقية موسكو (أو موسكوفي)، حيث طلبوا منه إمداد فواديسواف الرابع (Władysław IV Vasa)، ملك الكومنولث البولندي الليتواني، بـ 20000 من القوزاق بالقرب من موسكو. وقبِل ساهيداتشني هذا الطلب، وبالفعل استولى على الحصون في مدن: بوتيفل، وكورسك، وليفني، وييليتس وكثير من المدن الأخرى. وبالقرب من مدينة سربوخوف أجبر ساهيداتشني جيش ديمتري بوزارسكي على الهرب. جعلت القوات الموسكوفية التابعة لـالفويفود فولكونسكي (H.Volkonsky)الأوتامان إلى اتخاذ المنعطف، لكنهم لم تكن باستطاعتهم إيقافه. ودمر في سبتمبر عام 1618 جيش رجل موسكوفي نبيل آخر وهو فاسيلي بوتورلين (Vasilii Buturlin). ثم اتحد لاحقًا مع يان كارول تشودكيفيتش وحاصر موسكو وكان مستعدًا لـاقتحام بوابات أربات. ومن حسن حظ الموسكوفيين كان هذا الاعتداء غير موفق. وفي النهاية، انتهت الحملة بالكامل في ديسمبر عام 1618 عندما تم التوقيع على هدنة ديولينو.
عاد ساهيداتشني إلى زابوروجييه ولم يصبح فقط كوش أوتامان، بل صار أيضًا هيتمان أوكرانيا لمدة ثمانية أعوام. ولكي يتجنب الوقوع في صراعٍ مع البولنديين، وافق ساهيداتشني على تخفيض تسجيل القوزاق إلى ثلاثة آلاف رجل واعتبار البقية في مضيف زابوروجييه. ومنع أيضًا الغارات البحرية غير المصرح بها على تركيا وقبِل حق الملك البولندي في تأكيد اختيار ساهيداتشني للضباط القوزاق.

## الإخوان الكييفان
لم يحارب ساهيداتشني فقط من أجل فرض سيطرته، بل حارب كذلك دفاعًا عن الحقوق الدينية والثقافية للشعب الأوكراني. وفي عام 1620, سجل نفسه وجميع من في مضيف زابوروجييه كطلاب في مدرسة إخوان كييف للغطاس، والتي سبقت أكاديمية موهيلا بكييف الحالية. وقام ساهيداتشني بذلك كي يمنع تحول المدرسة من مدرسة أورثوذكسية إلى جمعية يسوعية رومانية كاثوليكية الجمعية اليسوعية. كما ساهم في إنشاء مركز ثقافي في كييف وسعى نحو توحيد العسكرية القوزاقية مع رجال الدين الأوكرانيين والنبلاء.
في عام 1620, أقنع ساهيداتشني البطريرك تيوفانس الثالث (Teophanes III) في القدس، والذي عاد مؤخرًا إلى موسكو، بإعادة بناء التسلسل الهرمي الأرثوذكسي، والذي قد دمره تقريبًا بالكامل نشأة الكنيسة الكاثوليكية اليونانية. قام البطريرك بتعيين إيوف بوريتسكي (Iov Boretsky) مطران كييف وخمسة أساقفة آخرين في نفس الوقت. ونظرًا لأن الكومنولث البولندي الليتواني قد سبق وهدد بالقبض على تيوفانس الثالث بتهمة الجاسوسية، لذا طلب البطريرك من ساهيداتشني حمايته. بعد تثبيت المطران والأساقفة الجدد في مناصبهم، رافق ساهيداتشني البطريرك حتى الحدود العثمانية وبصحبته ثلاثة آلاف رجل من جيش القوزاق.

## أواخر حياته ثم وفاته
وافق الكومنولث البولندي الليتواني على هذه التعيينات؛ لأنه أراد الحفاظ على العلاقات الوثيقة مع ساهيداتشني بعدما هزم الأتراك الجيش البولندي في معركة تسوتسورا.
أثار ساهيداتشني حالة من الاستياء بين صفوف القوزاق؛ بسبب سياساته المتهاودة تجاه بولندا، لذلك في عام 1620، انتخبوا في وقتٍ قصير ياتسكو بورودافكا (Yatsko Borodavka) كي يكون هيتمانًا. في عام 1621، حدثت معركة خوتين، حيث أبقى جيش ساهيداتشني الذي تألف من حوالي ثلاثين ألفًا وحتى أربعين ألفًا من رجال القوزاق بالاتحاد مع جيش الكومنولث التابع لـالهيتمان يان كارول تشودكيفيتش والذي كان في نفس حجم جيش ساهيداتشني، السلطان التركي عثمان الثاني، في مأزق لا يستطيع فعل أي شيء حتى اضطر أول تساقط للثلوج في الخريف السلطان عثمان إلى أخذ قراره بانسحاب قواته الضعيفة. لعب ساهيداتشني وجيشه دورًا هامًا في المعركة؛ حيث أجبروا الأتراك على توقيع معاهدة سلام وخيمة.
أثناء المعركة، أُصيب ساهيداتشني بجروحٍ خطيرة، وبعد انتهاء المعركة كافأ الملك البولندي ساهيداتشني وجيشه على خدمتهم للقضية البولندية.
وفي العشرين من مارس عام 1622، مات ساهيداتشني في كييف بسبب الجروح التي أصابته في معركة خوتين. وتم دفنه في دير براتسكي بكييف. وقد تنازل عن أملاكه لمدارس الإخوان في كييف ولفيف من أجل قضايا الكنيسة. لقد كان إرثه عظيمًا للغاية مما دفع سكان كييف إلى الخروج لحضور جنازته بأعدادٍ غفيرة. كما لاقى عمل ساهيداتشني "About Unia" تقديرًا كبيرًا من جانب كانكليرز الليتواني ليو سابا (Lew Sapieha). وقد قال يوحنا الثالث سوبياسكي، ملك الكومنولث البولندي الليتواني في عام 1646 عن ساهيداتشني ما يلي:

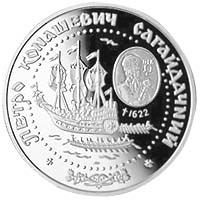
هريفنا أوكرانية عملة فضية تخليدًا لذكرى بترو كوناشيفيتش-ساهيداتشني.

| « | كان رجلاً ذا روح عظيمة يبحث عن الخطر ، ولا يهتم بحياته ، وكان سريعًا وحيويًا في المعركة ، وحذرًا ، ولا ينام قليلاً ، وكان رصينًا ... كان حريصًا في المناقشات ، وغير متكلم في المحادثات. | » |

## الإرث
- فرقاطة "الهيتمان ساهيداتشني" - السفينة الأميرالية في البحرية الأوكرانية لمدة تزيد عن العشرين عامًا.

## وصلات خارجية
- Orest's Digital Journal — Petro Konashevych Sahaidachny
- Petro Kononovych Sahaydachnyi at the UKROP encyclopedia (بالأوكرانية: )
- Wikimedia Commons — Media on Petro Konashevych-Sahaidachnyi
- Dariusz Matelski, Grabież dَbr kultury w wojnach Rzeczypospolitej Obojga Narodَw (1569-1795) [Plunder of Cultural Property during wars the Commonwealth of the Two Nations 1569-1795)], Poznań 2005.